# Жорж Нурижан
Жорж Нурижан или Джорджо Нуриджани (на италиански: Giorgio Nurigiani, на арменски: Ջորջո Նուրիջանի) е италиански публицист, писател, филолог и литературен критик от арменски произход.

## Биография
Жорж Нурижан е роден в 1892 година. През 1911 година завършва гимназия в Стара Загора, след което се завръща в Италия и учи право в Университета в Рим. Преподава две години във Военноморската академия в Ливорно, след което се завръща в София. Става кореспондент на италиански вестници, секретар по печата при италианското посолство у нас (от 1919 г.), съветник е на папския нунций в България Анджело Ронкали.
Още в 1913 година публикува първите си работи за Македония. След Първата световна война става редовен дописник на множество италиански вестници, в които публикува статии за Македонския въпрос – „Куриере де ла Сера“, „Идея Национале“, „Трибуна“ и други. Едновременно с това пише и в редица софийски вестници. През 1919 година е секретар по печата при италианското посолство в София. Заедно с Пол Жантизон и Колинс в 1921 година приема покана на Националния комитет на Съюза на македонските братства за обстойна анкета по българо-сръбската граница за издевателствата на сръбските власти над българите. Нурижан публикува резултатите от анкетата във вестник „Идеа Национале“, превръщайки ги в достояние на цялата европейска общност. През 1933 година публикува книгата си „Македонската трагедия, гледана от Рим“, в която са включени мненията на над 40 италиански общественици и културни дейци за случващото се в Македония. От 1935 година Нурижан е директор на вестник „Светоглас“ – орган на Дружеството на чуждестранните публицисти и писатели в България.
Наред с това е автор на граматики, италианско-български и българско-италианските речници, както и на сериозни изследвания на български език върху италианската култура и литература и на книги за български писатели и критици. Между по-важните му издания са „Италианското обединение и неговите герои” (София, 1932), „Мандзони, Кардучи и Д´Анунцио” (София, 1932), „Творци на италианския дух. Срещи и разговори” (София, 1934), „Философията на Бенедето Кроче” (София, 1939), „Стожери на българската литература” (София, 1940), „История на италианската литература” (София, 1940), „Рим през вековете” (София, 1941), „Любовта на Байрона в Италия” (София, 1941), „Български критици” (София, 1941).
Макар че през ноември 1944 година е съучередител на организацията „Общество за култура и изкуство“, която подпомага усилията на българските правителства за излизане от международна изолация, през 1947 година е принуден от новите власти да напусне България и се установява в Рим. През 1966 година променя коренно своите защитавани с години становища по Македонския въпрос и приема македонизма. Според Константин Пандев в късните си съчинения „Ж. Нурижан изопачава сам себе си“. Посвещава на новите си възгледи три книги, издадени в Италия.

## Съчинения
Нурижан е автор на над 3000 статии и студии. Творчеството му освен издания, посветени на актуални теми, включва съчинения, интерпретиращи италианското и българското литературно и историческо минало, драматични и прозаични произведения, съставителство на речници и граматики.

### Издадени в България
- Grammatica bulgara ad uso degli italiani. Con pref. di S. Mladenov, Sofia, 1920 (в книгата: Giorgio Nurigiani)
- Българо-италиански речник, София, 1928, 528 с., второ издание – Пловдив, 1943, 672 с.
- От олтара на Св. Франциск до българския трон, София, 1930, 24 с.
- Създателите на италианската държава. Макиавели – Кавур – Мацини – Гарибалди – Криспи – Мусолини, София, 1930, 163 с.
- Dieci anni di vita bulgara (1920 – 1930), Sofia, 1931, 224 p.
- Мандзони-Кордучи-Д`Анунцио, София, 1931, 31 с.
- Италианска граматика. Grammatica italiana ad uso dei Bulgari, София, 1932, 233 с. (първо издание от 1921 г., Хайделберг), трето издание – София, 1940
- Македонската трагедия, гледана от Рим, София, 1933, 135 с.
- Творци на италианския дух. Срещи и разговори, София, 1934, 160 с.
- Лестница от безсмъртни. Данте Алигиери. Франциск Азиски. Макиавели. Леонардо да Винчи. Микеланджело. Джанбатисте Вико. Галилей. Леопарди. Мандзони. Росини, София, 1935, 157 с.
- Il paese delle rose Bulgaria, Sofia, 1936, 34 p.
- Могъществото на българския дух. Сказка, София, 1937, 32 с.
- Инородни елементи в съвременната държава, София, 1938, 32 с.
- Очите на живота, София, 1938, 128 с.
- История на италианската литература, София, 1939, 432 с.
- Стожери на българската литература, София, 1939, т. I, София, 1940, т. II (с предговор на М. Арнаудов)
- Философията на Бенедето Кроче, София, 1939, 96 с. (с предговор от П. Бицилли)
- Българското племе в десет образа, София, 1940, 112 с.
- Българската майка, София, 1940, 48 с.
- Приятели на България, София, 1940, 400 с. (с предговор от Г.П. Генов)
- Прозрения, София, 1940, 112 с.
- Рим през вековете, София, 1940, 80 с., второ издание – София, 1941
- България пред утрешния ден, София, 1941, 32 с.
- Макиавели и неговото учение, София, 1941, 119 с.
- Български критици, София, 1941 г.
- Миражът на славяните, София, 1941, 32 с.
- Български критици, София, 1941, 160 с.
- Любовна песен. Драма в 3 действия, София, 1941, 64 с.
- Любовта на Байрона в Италия, София, 1941, 32 с.
- През острието на живота, София, 1941, 256 с.
- Glorie bulgare, Sofia, 1942, 207 с.
- В страната на Испериховите потомци, София, 1942, 120 с.
- Галилео Галилей, София, 1942, 31 с.
- Джузепе Мацини и неговото дело, София, 1942, 63 с.
- Животът като идея и постижение (Избрани есета), София, 1942, 152 с.
- Италианско-български речник, Пловдив, 1942, 506 с.
- Моралът, София, 1942, 32 с.
- Откровения на мъдрост, София, 1942, 160 с.
- При Д`Анунцио, София, 1942, 63 с.
- Проблясъци, София, 1942, 96 с.
- Зад кулисите на политиката, София 1943, 160 с.
- Камило Кавур, София, 1943, 32 с.
- Криспи и България, София, 1943, 54 с.
- Сто града ме слушаха, София, 1943, 195 с.
- Творци и литература (Литературни силуети), София, 1943
- Латински сентенции и мъдри мисли, 1945
- Корабът на изкуствата, София, Общество за изкуство и култура, 1945
- Вечното у българина, София, 1943 г.
- За Жорж Нурижан, Жорж Нурижан – 30-годишната му книжовна, публицистична и обществена дейност, 1913 – 1943 г., София, 1943 – СБП
- Изтерзани сърца (разкази), София, 1946, 160 с.
- България пред утрешния ден, Рим и София, 1963 (на италиански и бълг. език)

### Издадени в други страни
- Grammatica italiana ad uso dei Bulgari, 1921
- Grammatica bulgara: ad uso degli italiani; con prefazione del Prof. Dott. St. Mladenov. – Milano: Hoepli, 1930 (в книгата: Giorgio Nurigian)
- Macedonia ieri e oggi, Roma 1966
- Vocabolario delle lingue italiana e macedone, Roma 1967, 751 p.
- The Macedonian genius through the centuries, 1972